# Gofraid mac Amlaíb meic Ragnaill

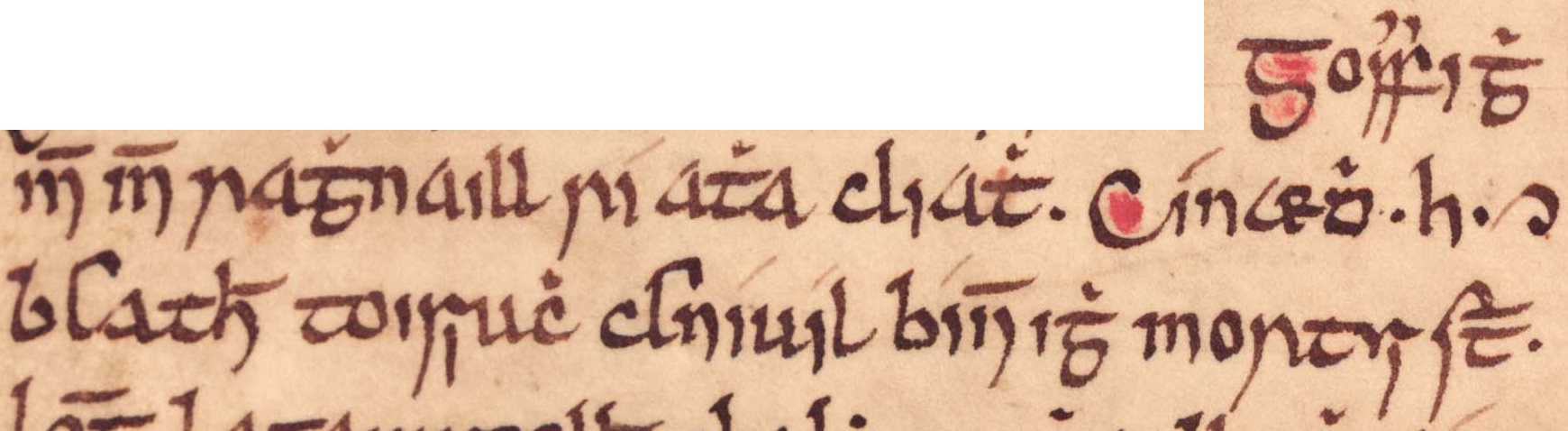
Detall del foli 43c dels Annals d'Ulster, entrada any 1075 on s'esmenta la mort de Gofraid mac Amlaib mac Ragnaill.

Gofraid mac Amlaíb meic Ragnaill (mort el 1075) va ser un cabdill nòrdic-gaèlic, monarca viking del regne de Dublín, el primer escandinau després de la caiguda de l'enclavament de Dublín a les mans de la dinastia irlandesa de Uí Cheinnselaig el 1052, i possible nebot de Echmarcach mac Ragnaill. No se sap a ciència certa quant de temps la dinastia dels Uí Ímair van conservar el tron dublinès, però després de la mort de Diarmait mac Maíl na mBó el 1072, sembla que Gofraid va governar el regne, potser amb suport de Toirdelbach Ua Briain. Els Annals irlandesos no ofereixen argument sobre el fet, al marge d'un breu obituari el 1075 sobre Gofraid, citant la mort del «rei dels estrangers i rei de Dublín». Els Annals d'Inisfallen esmenten: 
| « | Gofraid net de Ragnall, rei d'Áth Cliath, va ser expulsat per Tairdelbach Ua Briain, va morir allèn dels mars, havent reunit una gran flota per tornar a Irlanda. | » |

Al marge de com va obtenir el tron, cert és que va tenir l'oportunitat de restablir la dinastia escandinava a Dublín malgrat les hostilitats dels regnes irlandesos veïns. No va ser fins a Godred Crovan que els nòrdic-gaèlics van tornar a governar Irlanda.

## Teories
Alguns historiadors com Jean Renaud identifiquen Gofraid mac Amlaib meic Ragnaill com a pare de Fingal Godredson, monarca del Regne Viking de Man. Altres l'emparenten amb Sitric mac Amlaíb, possiblement un germà. Sitric era un viking del regne de Dublín que al costat de dos nets de Brian Boru va intentar envair el regne de Mann, amb un tràgic final, ja que van morir a l'intent.